# 日傘 〜japanese beauty〜
「日傘 〜japanese beauty〜」（ひがさ 〜ジャパニーズ・ビューティー〜）は、2001年4月18日に発売されたMy Little Loverの14枚目のシングル。レーベルはトイズファクトリー。

## 概要
- 前作「shooting star 〜シューティングスター〜」から約1か月半ぶりのリリースで、2001年のシングル第2弾。
- アルバム『Topics』からの先行シングル。

## 収録曲
- 作詞・作曲・編曲は全て小林武史。

1. 日傘 〜japanese beauty〜
 カルピス「カルピスウォーター」CMソング
2. マインドゲーム

## 収録アルバム
- Topics（#1）
- singles（#1）
- Best Collection（#1）